# Bermudas herrlandslag i fotboll
Bermudas herrlandslag i fotboll spelade första landskampen den 10 augusti 1964, och förlorade med 3-4 borta mot Island.

## Historik
Bermudas fotbollsförbund bildades 1928 och är medlem i Fifa och Concacaf.
Bermudas främsta merit är brons i Centralamerikanska- och karibiska spelen 1974 och 1978 (Sedan 1990 en u-21-turnering).

### VM
- 1930 till 1966 - Deltog ej
- 1970 - Kvalade inte in
- 1974 till 1990 - Deltog ej
- 1994 - Kvalade inte in
- 1998 - Drog sig ur
- 2002 - Kvalade inte in
- 2006 - Kvalade inte in

I kvalet till VM i Tyskland 2006 åkte man ut i andra dubbelmötet El Salvador. I det tidigare mötet hade man slagit ut slagpåsen Monserrat med sammanlagt 20-0.

### CONCACAF mästerskap
- 1963 till 1969 - Deltog ej
- 1971 - Kvalade inte in
- 1973 - Deltog ej
- 1977 - Deltog ej
- 1981 - Deltog ej
- 1985 - Deltog ej
- 1989 - Deltog ej
- 1991 - Deltog ej
- 1993 - Deltog ej
- 1996 - Deltog ej
- 1998 - Kvalade inte in
- 2000 - Kvalade inte in
- 2002 - Drog sig ur
- 2003 - Deltog ej
- 2005 - Kvalade inte in

### Karibiska mästerskapet
- 1989 - Deltog ej
- 1990 - Drog sig ur
- 1991 - Deltog ej
- 1992 - Deltog ej
- 1993 - Deltog ej
- 1994 - Deltog ej
- 1995 - Deltog ej
- 1996 - Deltog ej
- 1997 - Kvalade inte in
- 1998 - Kvalade inte in
- 1999 - Kvalade inte in
- 2001 - Drog sig ur
- 2005 - Kvalade inte in
- 2007 - Andra omgången i kvalet (pågående)